# فاسترز (آلاباما)
فاسترز (به انگلیسی: Fosters) یک منطقهٔ مسکونی در ایالات متحده آمریکا است که در شهرستان تاسکالوسا، آلاباما واقع شده‌است. فاسترز ۴۶٫۰۳ متر بالاتر از سطح دریا واقع شده‌است.